# Óbidos (tiểu vùng)
Óbidos là một tiểu vùng thuộc bang Pará, Brasil. Tiều vùng này có diện tích 157595 km², dân số năm 2007 là 150538 người.